# Ізвору-Фрумос
Ізвору-Фрумос (рум. Izvoru Frumos) — село у повіті Мехедінць в Румунії. Входить до складу комуни Буріла-Маре.
Село розташоване на відстані 285 км на захід від Бухареста, 24 км на південний захід від Дробета-Турну-Северина, 105 км на захід від Крайови.

## Населення
За даними перепису населення 2002 року у селі проживали 315 осіб, з них 314 осіб (99,7%) румунів. Усі жителі села рідною мовою назвали румунську.